# فرزاد مؤتمن
فرزاد مؤتمن (زادهٔ ۱۹ مرداد ۱۳۳۶ در تهران) کارگردان و تهیه‌کننده اهل ایران است.

## زندگی
فرزاد مؤتمن دوران کودکی و نوجوانی‌اش را در مناطق نفت خیز جنوب سپری کرد و بعد از اتمام تحصیلات در مقطع متوسطه برای ادامه تحصیل راهی آمریکا شد.
وی در سال ۱۹۷۹ تحصیل در رشته سینما را رها کرد و به ایران برگشت. مؤتمن بعد از آن به عکاسی، فیلمبرداری و مستندسازی روی آورد. همچنین از سال ۱۳۷۸ به ساخت فیلم‌های سینمایی و به‌طور همزمان، تدریس در دانشگاه سوره و دانشگاه پارس مشغول شد.

## فیلم‌شناسی

### سینما
| سال تولید | فیلم سینمایی              | مسئولیت              |
| --------- | ------------------------- | -------------------- |
| ۱۴۰۰      | شبگرد                     | کارگردان             |
| ۱۳۹۷      | چشم و گوش بسته            | کارگردان             |
| ۱۳۹۶      | سراسر شب                  | نویسنده و کارگردان   |
| ۱۳۹۴      | آخرین بار کی سحر را دیدی؟ | تهیه‌کننده و کارگردان |
| ۱۳۹۴      | باران می‌بارید             | مشاور کارگردان       |
| ۱۳۹۴      | جاودانگی                  | مشاور کارگردان       |
| ۱۳۹۳      | خداحافظی طولانی           | تهیه‌کننده و کارگردان |
| ۱۳۹۳      | یادگاری                   | مشاور کارگردان       |
| ۱۳۹۲      | سایه روشن                 | کارگردان             |
| ۱۳۸۸      | پوپک و مش ماشاالله        | کارگردان             |
| ۱۳۸۷      | بیداری                    | کارگردان             |
| ۱۳۸۷      | صداها                     | کارگردان             |
| ۱۳۸۵      | جعبه موسیقی               | کارگردان             |
| ۱۳۸۴      | پابرهنه در بهشت           | مشاور کارگردان       |
| ۱۳۸۲      | باج‌خور                    | کارگردان             |
| ۱۳۸۱      | شبهای روشن                | کارگردان             |
| ۱۳۷۹      | هفت پرده                  | کارگردان             |

### سریال تلویزیونی
| سال تولید | سریال       |
| --------- | ----------- |
| ۱۳۸۹      | نون و ریحون |

### فیلم تلویزیونی
| سال تولید | فیلم           |
| --------- | -------------- |
| ۱۳۹۱      | و از سرنوشت    |
| ۱۳۹۱      | آهسته در سکوت  |
| ۱۳۹۰      | انتهای بزرگراه |
| ۱۳۸۹      | آذر            |
| ۱۳۸۹      | دماغ           |
| ۱۳۸۸      | ساعت گیج زمان  |
| ۱۳۸۸      | کرگدن          |
| ۱۳۸۶      | شب زده         |
| ۱۳۸۶      | انتهای جاده    |

## جایزه‌ها
| سال  | جشنواره                       | قسمت                   | نامزد                   | فیلم                      | نتیجه    |
| ---- | ----------------------------- | ---------------------- | ----------------------- | ------------------------- | -------- |
| ۱۳۹۴ | سی و چهارمین جشنواره فیلم فجر | بهترین فیلم            | فرزاد مؤتمن             | آخرین بار کی سحر را دیدی؟ | نامزدشده |
| ۱۳۹۴ | سی و چهارمین جشنواره فیلم فجر | بهترین کارگردانی       | فرزاد مؤتمن             | آخرین بار کی سحر را دیدی؟ | نامزدشده |
| ۱۳۹۳ | سی و سومین جشنواره فیلم فجر   | بهترین فیلم            | فرزاد مؤتمن - علی حضرتی | خداحافظی طولانی           | نامزدشده |
| ۱۳۹۳ | سی و سومین جشنواره فیلم فجر   | بهترین کارگردانی       | فرزاد مؤتمن             | خداحافظی طولانی           | نامزدشده |
| ۱۳۸۱ | بیست و یکمین جشنواره فیلم فجر | بهترین اثر هنر و تجربه | فرزاد مؤتمن             | شب‌های روشن                | نامزدشده |